# گوگل‌زدایی
جنبش گوگل‌زدایی (به انگلیسی: DeGoogle) یک پویش مردمی است که توسط فعالان حوزه حفظ حریم خصوصی درست شده‌است. این پویش کاربران را به توقف استفاده از محصولات گوگل به علت نگرانی‌های حریم خصوصی دعوت می‌کند. این اصطلاح به عمل حذف گوگل از زندگی شما اشاره دارد. از آنجا که سهم روزافزون غول اینترنت از بازار، قدرت انحصاری شرکت را در فضاهای دیجیتال ایجاد می‌کند، تعدادی از روزنامه نگاران، دشواری برای یافتن گزینه‌های دیگر برای محصولات این شرکت را ذکر کرده‌اند.

## تاریخ
در سال ۲۰۱۳، جان کویتسر از ونچربیت گفت تبلت مبتنی بر Android Kindle Fire آمازون "نسخه اندروید گوگل‌زدایی شده (de-Google-ized)" است. در سال ۲۰۱۴ جان سیمپسون از اخبار ایالات متحده در مورد «حق فراموشی» توسط گوگل و سایر موتورهای جستجو نوشت. در سال ۲۰۱۵، درک اسکالی مقالاتی را در مورد چگونگی «گوگل‌زدایی از زندگی شما» نوشت. در سال ۲۰۱۶ کریس کارلون از سیستم عامل اندروید اعلام کرد که کاربران CyanogenMod 14 می‌توانند تلفنهای خود را گوگل‌زدایی کنند، زیرا CyanogenMod بدون برنامه‌های گوگل نیز خوب کار می‌کند. در سال ۲۰۱۸، نیک لوچسی از اینورود در مورد اینکه چگونه پروتون میل به مسئله «توانایی کاملاً گوگل‌زدایی کردن زندگی شما» کمک می‌کند نوشت. بردن هسه از لایف هکر یک آموزش مفصل در مورد «ترک گوگل» نوشت. روزنامه‌نگار کشمیر هیل ادعا می‌کند که وی جلسات را از دست داده و بدون استفاده از تقویم گوگل در سازماندهی جلسات مشکل داشته‌است. در سال ۲۰۱۹، هواوی مبلغی را به صاحبان تلفن در فیلیپین که از استفاده از خدمات ارائه شده توسط گوگل منع شده بودند، بازپرداخت کرد زیرا گزینه‌های اندک جایگزین وجود دارد و عدم وجود محصولات این شرکت، استفاده عادی از اینترنت را غیرممکن می‌کند.